# Procladius modestus
Procladius modestus är en tvåvingeart som beskrevs av Jean-Jacques Kieffer 1918. Procladius modestus ingår i släktet Procladius och familjen fjädermyggor. Inga underarter finns listade i Catalogue of Life.